# Rokdim Im Kokhavim
Rokdim Im Kokhavim – program rozrywkowy nadawany przez Channel 2 od 2005 roku. W Izraelu do tej pory doczekał się pięciu edycji.

## Ekipa
Prowadzący:
- Avi Kushnir
- Hila Nahshon

Sędziowie:
- Eli Mizrahi (1-5 edycja)
- Gavri Levi (1-2, 4-5 edycja)
- Dana Parnes (5 edycja)
- Amir Fay Guttman (5 edycja)
- Claude Dadia (1-4 edycja)
- Gaby Aldor (s1-2 edycja)
- Sally-Anne Friedland (3 edycja)
- Yossi Yungman (3 edycja)
- Ilanit Tadmor (4 edycja)

## Zwycięzcy
- 1 edycja: Eliana Bekier & Oron Dahan
- 2 edycja: Guy Arieli & Masha Troyanski
- 3 edycja: Rodrigo Gonzáles & Naama Tavori
- 4 edycja: Galit Giat & Kiril Sivolapov
- 5 edycja: Michael Lewis & Ana Aharonov

## Edycje

### 1 edycja
| Gwiazda       | Tancerz               | Miejsce   |
| ------------- | --------------------- | --------- |
| Sziraz Tal    | Boris Zaltsman        | 8 miejsce |
| Omer Barnea   | Victoria Galnik       | 7 miejsce |
| Avi Grainik   | Polina Chiktonov      | 6 miejsce |
| Becky Griffin | Dani Yochtman         | 5 miejsce |
| Eitan Orbach  | Dorit Milman          | 4 miejsce |
| Nitza Shaul   | Dennis Belochrekovski | 3 miejsce |
| Sami Huri     | Ana Aharonov          | 2 miejsce |
| Eliana Bakeer | Oron Dahan            | ZWYCIĘZCY |

### 2 edycja
| Gwiazda         | Tancerz               | Miejsce    |
| --------------- | --------------------- | ---------- |
| Pablo Rozenberg | Polina Chiktonov      | 10 miejsce |
| Shira Vilenski  | Dennis Belochrekovski | 9 miejsce  |
| Riki Gal        | Oron Dahan            | 8 miejsce  |
| Shirley Buganim | Kiril Sivolapov       | 7 miejsce  |
| Raz Meirman     | Mirit Kradoner        | 6 miejsce  |
| Limor Goldstein | Dani Yochtman         | 5 miejsce  |
| Limor Atias     | Haim Pershtein        | 4 miejsce  |
| Pini Tabger     | Dorit Milman          | 3 miejsce  |
| Chajjim Rewiwo  | Ana Aharonov          | 2 miejsce  |
| Guy Arieli      | Masha Troyanski       | ZWYCIĘZCY  |

### 3 edycja
| Gwiazda          | Tancerz               | Miejsce    |
| ---------------- | --------------------- | ---------- |
| Michal Zoharetz  | Haim Pershtein        | 10 miejsce |
| Yonathan Cohen   | Nataly Dricker        | 9 miejsce  |
| Dana Dvorin      | Kiril Sivolapov       | 8 miejsce  |
| Daniela Pik      | Boris Zaltsman        | 7 miejsce  |
| Michael Hanegbi  | Polina Chiktonov      | 6 miejsce  |
| Bonni Ginzburg   | Masha Troyanski       | 5 miejsce  |
| Alon Abutbool    | Victoria Magalnik     | 4 miejsce  |
| Miki Kam         | Janiw Kakon           | 3 miejsce  |
| Ilanit Levi      | Dennis Belochrekovski | 2 miejsce  |
| Rodrigo Gonzales | Naama Tavori          | ZWYCIĘZCY  |

### 4 edycja
| Gwiazda          | Tancerz               | Miejsce                |
| ---------------- | --------------------- | ---------------------- |
| Nadav Abuksis    | Dorit Milman          | 12 miejsce             |
| Rotem Sela       | Janiw Kakon           | 11 miejsce             |
| Oren Smadża      | Polina Chiktonov      | 10 miejsce             |
| Enat Erlich      | Oron Dahan            | 9 miejsce              |
| Lucy Dubinchik   | Dennis Belochrekovski | 8 miejsce Wycofała się |
| Awi Kohen        | Mirit Kradoner        | 7 miejsce              |
| Zohar Liba       | Anastasia Shapiro     | 6 miejsce              |
| Oded Paz         | Viki Shupletsov       | 5 miejsce              |
| Sharon Wexler    | Boris Zaltzman        | 4 miejsce              |
| Lior Miller      | Ana Aharonov          | 3 miejsce              |
| Vika Finkelstein | Dani Yochtman         | 2 miejsce              |
| Galit Giat       | Kiril Sivolapov       | ZWYCIĘZCY              |

### 5 edycja
| Gwiazda          | Tancerz               | Miejsce    |
| ---------------- | --------------------- | ---------- |
| Penina Rosenblum | Dennis Belochrekovski | 11 miejsce |
| Orly Weinerman   | Haim Pershtein        | 10 miejsce |
| Meital Dohan     | Victor Tsemah         | 9 miejsce  |
| Gala Kogan       | Oron Dahan            | 8 miejsce  |
| Liat Belo        | Janiw Kakon           | 7 miejsce  |
| Zohar Strauss    | Dorit Milman          | 6 miejsce  |
| Shimon Amsalem   | Masha Troyansky       | 5 miejsce  |
| Mira Awad        | Dani Yochtman         | 4 miejsce  |
| Icik Kohen       | Alona Diskin          | 3 miejsce  |
| Mosze Perec      | Polina Chiktonov      | 2 miejsce  |
| Michael Lewis    | Ana Aharonov          | ZWYCIĘZCY  |

## Innowacje
W 2010 w izraelskiej edycji „Tańca z gwiazdami” po raz pierwszy zatańczyła para tej samej płci (dziennikarka sportowa Gili Szem Tow i tancerka Dorit Milman).